# 天主教阿韋爾薩教區
天主教阿韋爾薩教區（拉丁語：Dioecesis Aversana）是天主教會在義大利的一個教區。屬那不勒斯總教區。

## 歷史
教區成立於1053年，1121年起受聖座直轄。1979年改由那不勒斯管轄。

## 現況
教區包括卡塞塔省西南部和那不勒斯省北部。2012年有教友553,492人，佔轄區總人口95.6%。教區下轄九十四個堂區，有196名司鐸。現任教區主教為安傑洛·斯皮尼洛。